# 巴尼·冈布尔
巴纳德·「巴尼」·冈布尔（英語：Barney Gumble）是美国动画《辛普森一家》中的虚拟角色。他由丹·卡斯泰拉内塔配音，第一次出现在《Simpsons Roasting on an Open Fire》一集中。他是个酒鬼，是荷马最好的朋友。他对酒精的迷恋是这个节目中经常出现的笑点。